# Iva Bittová
Iva Bittová (née le 22 juillet 1958 à Bruntál) est une actrice, chanteuse et violoniste tchèque.

## Biographie
Elle grandit dans une famille de musiciens. Son père d'origine slovaque, Koloman Bitto, joue de la contrebasse, de la guitare et de la trompette. Sa mère, Ludmila Bittová, est enseignante. Ses parents s'installent en Moravie puis à Brno.
Iva Bittová commence à travailler très jeune comme actrice dans la compagnie de théâtre d'avant-garde Husa na provázku. Elle tourne dans plusieurs films comme Ružové sny (1976) de Dusan Hanák, Balada pro banditu (1978) de Vladimir Sís ou Neha (1991) de Martin Sulik.
Elle apprend le violon et commence à chanter ses propres compositions. Elle se produit en concert, et enregistre des albums et des duos avec de nombreux autres chanteurs tchèques tels que Pavel Fajt, Marek Eben, Václav Bartoš, ou DJ Javas.
Elle a aussi interprété des mélodies classiques, notamment de Leoš Janáček, et a incarné Elvire dans Don Giovanni au Carnegie Hall en 2000.

## Discographie
- River of Milk, EVA records, 1991
- Ne nehledej, BMG, 1994
- Kolednice, BMG, 1995
- Divná slečinka, BMG, 1996
- Pustit musíš, Rachot / Behémót, 1996
- Iva Bittová, Nonesuch Records, 1997
- Bílé inferno, Indies, 1997
- Bittová & Fajt, Bonton, 1997
- 44 duets for two violins, Rachot / Behémót, 1997
- Classic, Supraphon, 1998
- Iva Bittová - kniha, Lenka Jaklová, 2000
- Čikori, Indies, 2001
- Echoes, Supraphon, 2001
- Ples Upírů, Indies, 2002
- Jako host, Indies, 2002
- The Man who cried, SONY Music, 2003
- Step a cross the border , RecRec ,2003
- Iva Bittová & Javas: The Party, Indies 2004
- Leoš Janáček: Moravská lidová poezie v písních, Supraphon 2004
- Bittová Iva with Bang On a Can All Stars: Elida, Indies, 2005
- Iva Bittová / Vladimír Godár - Mater, ECM, 2006
- Iva Bittová / Javas - The Party, Indies , 2007
- Iva Bittová / Dunaj , Pavian , 2012
- Zvon, Animal Music/Supraphon, 2007
- Iva Bittová / Nederlands Blazers Ensemble - My Funny Lady, 2007
- Iva Bittová / Evan Ziporyn / Gyan Riley- Evivyan Live, Victo , 2013
- Fragments, ECM , 2013
- Entwine/Proplétám, Pavian, 2014
- Iva Bittová / NOCZ, Hevhetia,2015
- Iva Bittová / Evan Ziporyn / Gyan Riley - EVIYAN : Nayive, Animal Music, 2015

## Filmographie
- Ostrov stříbrných volavek, 1976
- Rêves en rose (Ružové sny), 1976
- Die Insel der Silberreiher, 1976
- Jak se budí princezny, 1977
- Balada pro banditu, 1978
- Únos Moravanky, 1982
- Zelený ptáček, 1984
- Mikola a Mikolko, 1988
- Step Across The Border, 1990
- Neha, 1991
- Želary, 2003
- Tajnosti, 2007